# Strombus alatus
Espèce
Strombus alatus est une espèce de mollusques gastéropodes de la famille des Strombidae.

## Répartition
Strombus alatus se rencontre dans l'Atlantique ouest, aux États-Unis (depuis la Caroline du Nord jusqu'à Texas), au Mexique, au Belize et à Porto-Rico. Cette espèce est présente du niveau de la mer et jusqu'à 183 m de profondeur.

## Liste des sous-espèces
Selon GBIF (10 juin 2023) :
- Strombus alatus alatus Gmelin, 1791
- Strombus alatus kendrewi Petuch, 2004

## Systématique
Le nom valide complet (avec auteur) de ce taxon est Strombus alatus Gmelin, 1791.
Strombus alatus a pour synonymes :
- Pyramis crenulata Röding, 1798
- Strombus pugilis alatus Gmelin, 1791
- Strombus pugilis var. alatus Gmelin, 1791
- Strombus pyrulatus Lamarck, 1822
- Strombus undulatus Küster, 1845